# Anoplocurius canotiae
Anoplocurius canotiae är en skalbaggsart som beskrevs av Fisher 1920. Anoplocurius canotiae ingår i släktet Anoplocurius och familjen långhorningar. Inga underarter finns listade i Catalogue of Life.